# Università "Martin Lutero" di Halle-Wittenberg
L'Università "Martin Lutero" di Halle-Wittenberg (in tedesco: Martin-Luther-Universität Halle-Wittenberg, sigla MLU), è una università pubblica tedesca, orientata alla ricerca, con sede nelle città di Halle e Wittenberg nello stato federale della Sassonia-Anhalt.
L'università di Halle-Wittenberg nacque nel 1817 dalla fusione dell'Università di Wittenberg (fondata nel 1502) con l'Università di Halle (fondata nel 1694). L'università porta il nome del riformatore protestante Martin Lutero che fu professore a Wittenberg. Attualmente la sede dell'università è Halle, mentre Wittenberg è sede della Fondazione Leucorea utilizzata come centro per convegni, seminari e conferenze accademiche. La Fondazione Leucorea ospita anche il Wittenberg Centre for Global Ethics, fondato nel 1998 per iniziativa di Andrew Young, ex ambasciatore degli Stati Uniti alle Nazioni Unite, e di Hans-Dietrich Genscher, ex ministro degli esteri tedesco.

## Storia
L'Università di Wittenberg fu fondata nel 1502 da Federico il Saggio, Elettore di Sassonia. Per l'influenza di Filippo Melantone, fondata sull'opera di Martin Lutero, l'università divenne un centro della Riforma protestante. 
L'Università di Halle fu fondata nel 1694 da Federico III, Elettore di Brandenburgo (diverrà re Federico I di Prussia nel 1701). Halle divenne di conseguenza un centro del Pietismo in Prussia.
Nei XVII e XVIII secolo le due università furono centri dell'Illuminismo tedesco. Christian Wolff fu un importante filosofo razionalista che ebbe influenza su molti studiosi tedeschi, come Immanuel Kant. Christian Thomasius fu, nello stesso periodo, il primo filosofo a svolgere in Germania le sue lezioni in tedesco anziché in lingua latina.
L'Università di Wittenberg fu chiusa nel 1813 durante le guerre napoleoniche. La città di Wittenberg fu affidata alla Prussia dal Congresso di Vienna (1815), e l'università fu unita poi con l'università prussiana di Halle nel 1817.

## Facoltà
- Facoltà di Teologia
- Facoltà di Giurisprudenza ed Economia
- Facoltà di Medicina
- Facoltà di Filosofia I (Scienze sociali, Storia)
- Facoltà di Filosofia II (Lingue antiche e moderne, Scienze delle comunicazioni, Musica)
- Facoltà di Filosofia III (Scienza della formazione)
- Facoltà di Scienze Naturali I (Biochimica, Biologia, Farmacia)
- Facoltà di Scienze Naturali II (Fisica, Chimica e matematica)
- Facoltà di Scienze Naturali III (Agricoltura, Geologia, Informatica)
- Centro di scienze ingegneristiche

## Galleria d'immagini

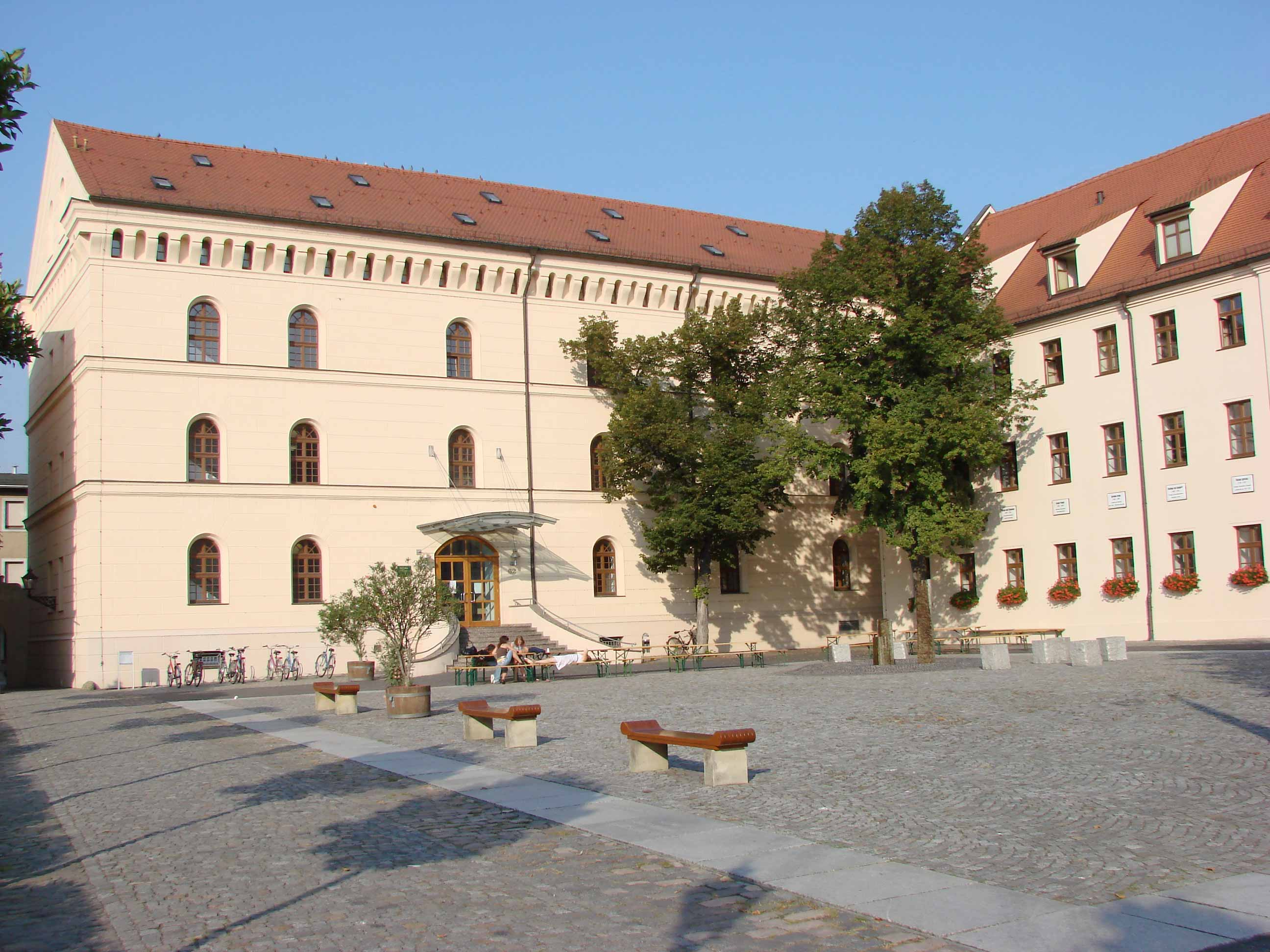
Wittenberg, Fondazione Leucorea
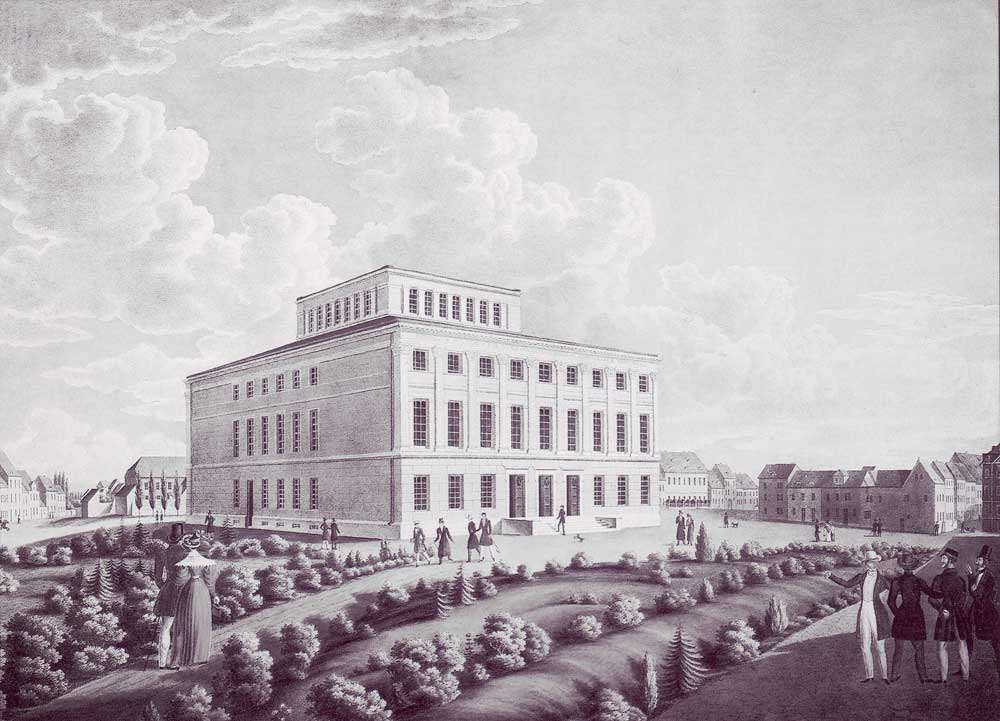
L'università di Halle nel 1836
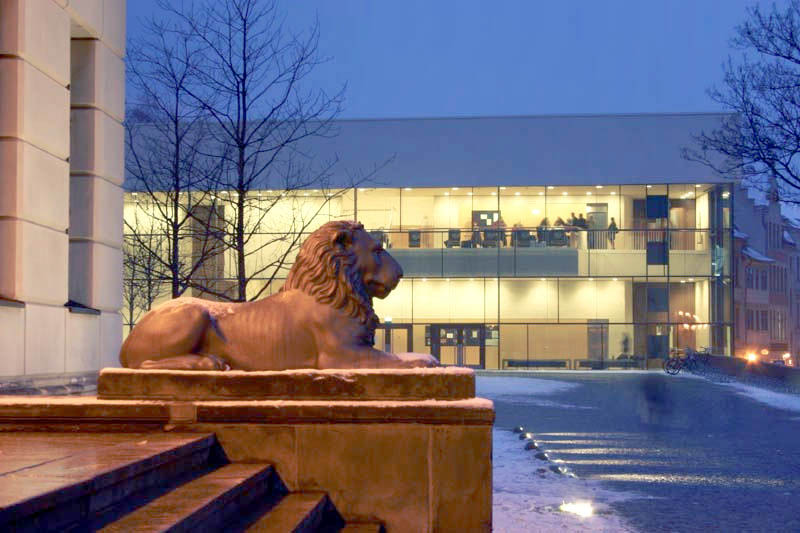
Halle, Ingresso dell'Auditorium Maximum
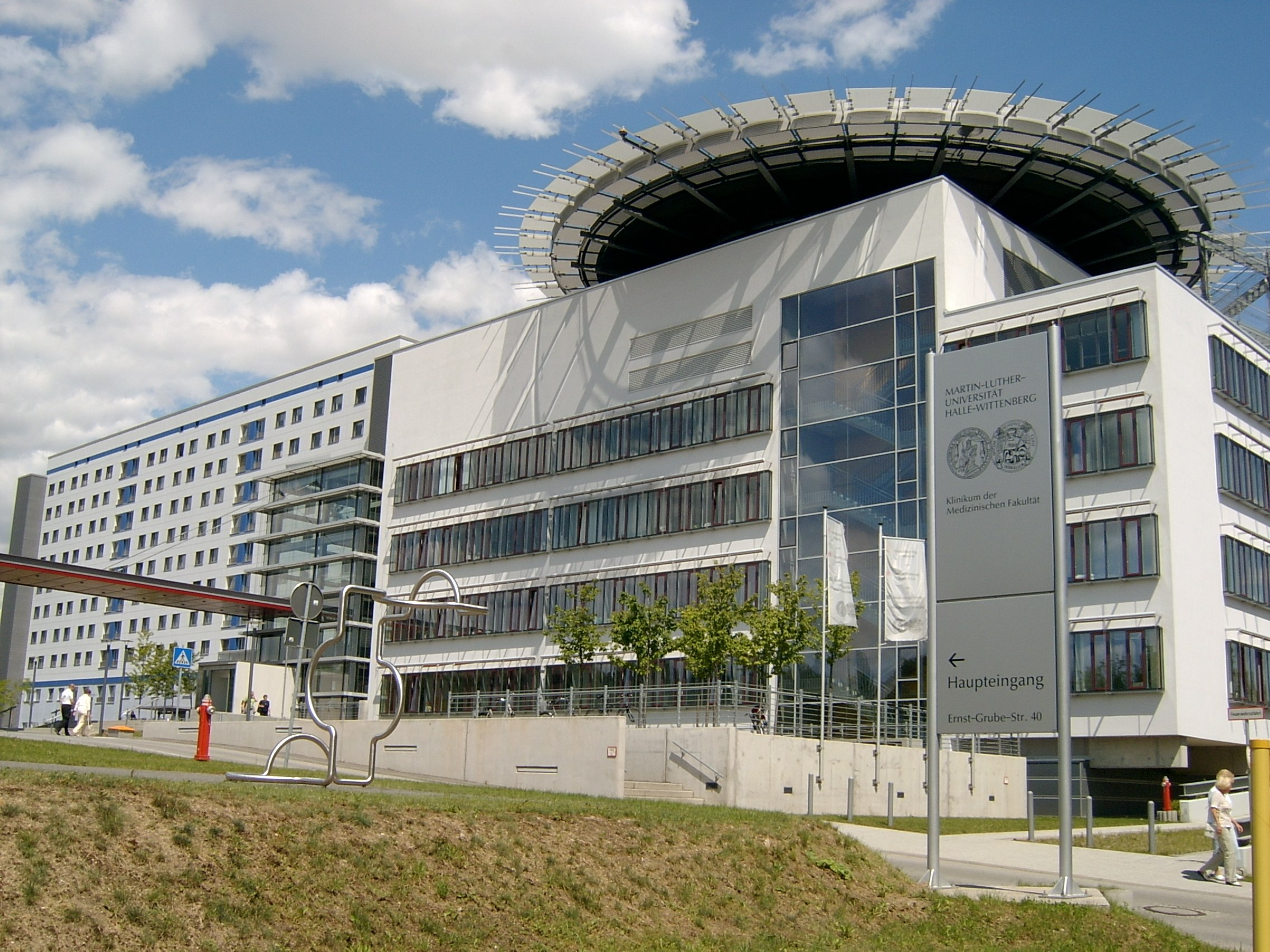
Ospedale universitario
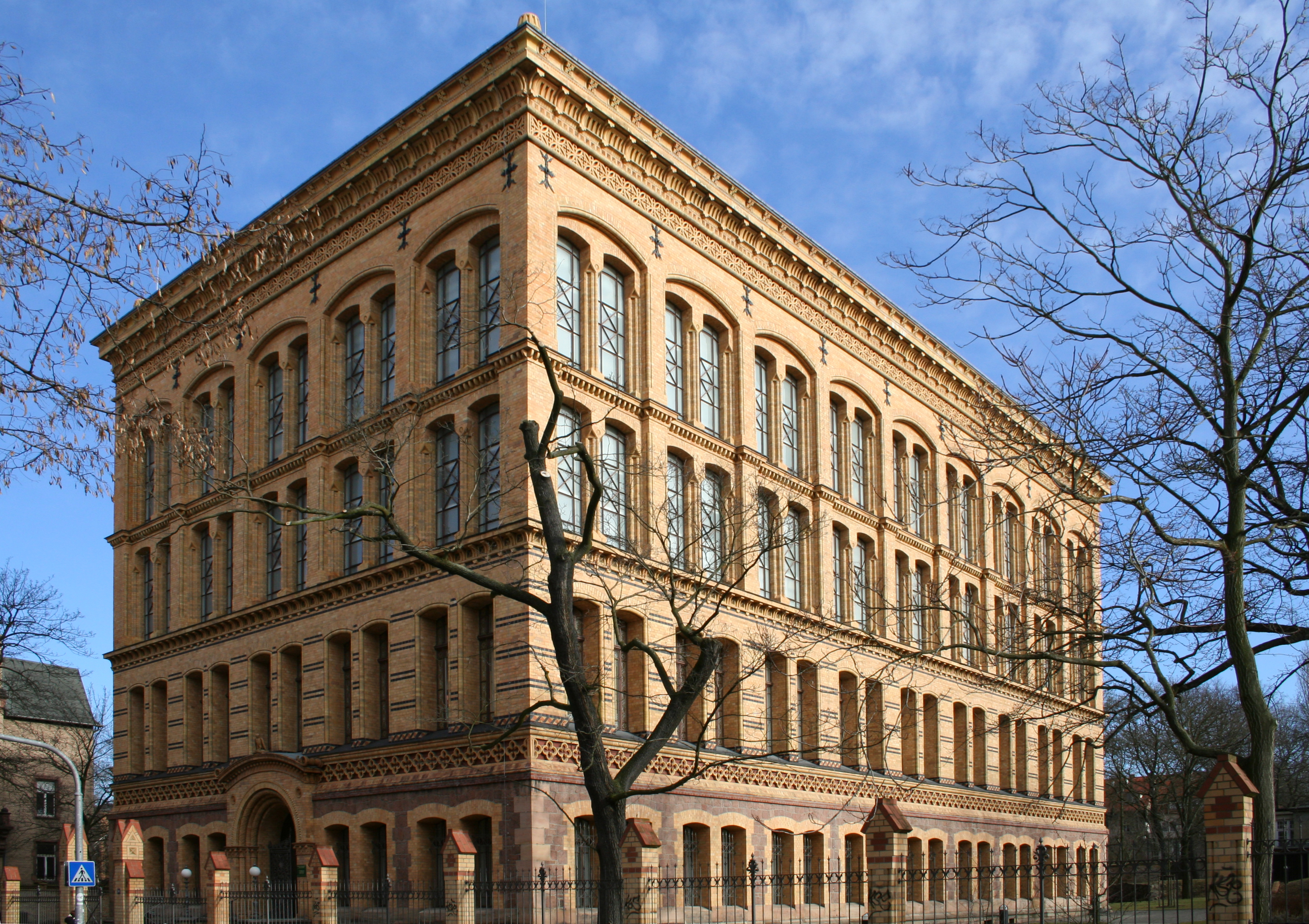
Biblioteca universitaria